# François Lunven
François Lunven, né le 11 septembre 1942 à Paris et mort dans la même ville le 19 octobre 1971, est un graveur, dessinateur et peintre français.

## Biographie
François Lunven passe son baccalauréat en philosophie, fait une classe supérieure de dessin au lycée Claude-Bernard à Paris. 
Il s'initie aux techniques de la gravure à l’atelier Lacourière-Frélaut, auprès de Jacques puis de Robert Frélaut.
En 1964, il se marie avec Hélène Delafargue avec qui il a un fils, Tristan.
En 1965, il rencontre Jean-Pierre Velly à l'atelier Lacourière-Frélaut. Les deux artistes deviennent amis.
En 1970 débute une amitié avec Bernard Noël que Lunven vient de rencontrer. Il a sa première et unique exposition personnelle de son vivant, à la galerie Transart (Amadeo Sigfrido), à Milan (catalogue).
Le 19 octobre 1971,, à la veille de sa deuxième exposition personnelle au département de l'ARC du musée d’art moderne de la ville de Paris, François Lunven se suicide en se défenestrant.

## Contributions bibliophiliques
- Julien Gracq, Au château d'Argol, quinze eaux-fortes originales par François Lunven, cent soixante-quinze exemplaires numérotés, Les Francs-Bibliophiles, 1968
- Variations sur l'imaginaire, Paris, Club du Livre, Philippe Lebaud, 1972, contient une lithographie originale de Lunven : Poète aux interstices[8]

## Œuvres dans les collections publiques
- En France
  - Brest, musée des beaux-arts
  - Les Sables-d’Olonne : musée Sainte-Croix
  - Nantes, musée des beaux-arts[9]
  - Bibliothèque nationale de France
  - Musée d'art moderne de la ville de Paris[10]
- En Australie
  - Adélaïde, musée d’Adélaïde[Lequel ?]
- En Espagne
  - Madrid, Biblioteca Nacional de España
- Aux États-Unis
  - New York, Museum of Modern Art[11]
- Au Royaume-Uni
  - Conseil des arts de Grande-Bretagne
  - Victoria and Albert Museum[12]
- En Yougoslavie
  - Skopje, musée d'art contemporain[13]

## Expositions
- Les Sables-d’Olonne, musée Sainte-Croix
- Rennes, maison de la culture
- 1967 : Dessins : Victor Laks, François Lunven, Jean-Pierre Vielfaure, Paris, galerie Marbach
- 1981 : « Œuvre gravé » complet, mairie de Douarnenez
- 1984 : rétrospective, maison de la culture de Créteil (catalogue A vif. F. Lunven et ses amis)
- 1989 : « Regards, François Lunven, Bernard Noël » à la médiathèque de Corbeil-Essonne (catalogue[14])
- 1994 : dessins et gravures, Paris, galerie Anne Robin
- 1999 : exposition personnelle, Paris, galerie Alain Margaron[15]
- 2000 : « François Lunven - Brigitte Terziev », Paris, galerie Alain Margaron
- 2002 : « Dado - Lunven - Réquichot », Paris, galerie Alain Margaron
- 2002 : musée de l’hospice Saint-Roch à Issoudun, en collaboration avec la galerie Margaron (catalogue, textes de Ramon Alejandro, Manuel Jover, Gérard Durozoi et Bernard Noël[16])
- 2012 : « Les Visionnaires », musée Panorama de Bad Frankenhausen (Allemagne). Quatorze graveurs français[17]
- 2017 : « Les retrouvailles », musée des beaux-arts de Brest[18]